# The Best of Motörhead
The Best of Motörhead è una raccolta dell'omonima band heavy metal uscita nel 2000 per celebrare il venticinquesimo anniversario dalla fondazione. È una raccolta davvero completa che include i maggiori successi del gruppo più quattro versioni live di altrettanti brani.

## Tracce
Disco 1
1. Ace of Spades
2. Overkill
3. Bomber
4. Please Don't Touch (Headgirl)
5. Motörhead
6. No Class
7. Louie Louie
8. Damage Case
9. Too Late Too Late
10. Dead Men Tell No Tales
11. Killed by Death
12. Metropolis
13. Emergency
14. Tear Ya Down
15. White Line Fever
16. Iron Horse - Born To Lose
17. City Kids
18. Motörhead (Hawkwind)
19. Fire Fire (live)
20. Bite The Bullet/The Chase Is Better Than The Catch (live)

Disco 2
1. Iron Fist
2. Heart of Stone
3. Bomber (Girlschool)
4. Shine
5. I Got Mine
6. Ain't My Crime
7. Doctor Rock
8. The Chase Is Better Than The Catch
9. Deaf Forever
10. Orgasmatron
11. Eat the Rich
12. Rock 'n' Roll
13. Dogs
14. The One to Sing the Blues
15. Sacrifice
16. Overnight Sensation
17. Snake Bite Love
18. God Save the Queen
19. Shoot You In The Back (live)
20. The Hammer (live)

## Formazione

### Gruppo
- Lemmy Kilmister - basso, voce
- Phil Campbell - chitarra
- Mikkey Dee - batteria

### Altri musicisti
- Larry Wallis - chitarra
- Lucas Fox - batteria
- "Fast" Eddie Clarke - chitarra
- Phil "Philty Animal" Taylor - batteria
- Brian "Robbo" Robertson - chitarra
- Würzel - chitarra
- Pete Gill - batteria